# مهدی چهری
مهدی چهری (انگلیسی: Mehdi Chahiri؛ زادهٔ ۲۵ ژوئیهٔ ۱۹۹۶) بازیکن فوتبال اهل فرانسه است.